# الجبهة العراقية للحوار الوطني
الجبهة العراقية للحوار الوطني هي جبهة سياسية في العراق تم تشكيلها من قبل أحد ممثلي السنة في العراق لكتابة مسودة الدستور العراقي في مجلس النواب العراقي واسمه صالح المطلك. تشكلت الجبهة في سبتمبر 2005 من عدد من الأحزاب والحركات السياسية في العراق وتظم الجبهة في صفوفها عرب وأكراد ومسيحيين ويزيديين وشبك
اهداف الجبهة وعلى لسان رئيسها صالح المطلك هو انهاء تواجد القوات الأجنبية في العراق واعادة بناء المؤسسات في عراق لا تسوده الطائفية. حصلت الجبهة على 11 مقعد من المقاعد 275 في مجلس النواب العراقي بعد مشاركتها في عملية الاقتراع الثالثة في سلسلة الانتخابات العراقية ولكنها في نفس الوقت صرحت بان الانتخابات العراقية لم تكن بالنزيهة وانه حدث تلاعب بالنتائج.
رفضت الجبهة مسودة الدستور العراقي على الصيغة التي وردت بها في أكتوبر 2005 وكان الخلاف الرئيسي حول الهوية القومية للعراق ونظام الفدرالية وكذلك رفضت الجبهة الأنضمام إلى جبهة التوافق العراقية للمشاركة في عملية الاقتراع الثالثة في سلسلة الانتخابات العراقية ككتلة موحدة لأن الحزب الإسلامي العراقي الذي كان جزءا من جبهة التوافق العراقية قد ساندت مسودة الدستور العراقي التي رفضتها الجبهة العراقية للحوار الوطني.
يتالف الجبهة من الأحزاب والحركات السياسية التالية:
- جبهة الحوار الوطني
- الحزب الديمقراطي المسيحي العراقي.
- الجبهة العربية الديمقراطية.
- الجبهة الوطنية للعراق الحر والموحد.
- حركة اتحاد أبناء العراق.